# Gorna Oriajovitsa
Gorna Oriajovitsa (en búlgaro: Горна Оряховица) es una población en el norte de Bulgaria, situada en la provincia de Veliko Tarnovo, no lejos de la ciudad de Veliko Tarnovo. Es el centro administrativo del municipio de Gorna Oryahovitsa. En diciembre del 2009, contaba con 32,436 habitantes.
La cercana aldea de Arbanasi cuenta con un gran número de monumentos históricos, como iglesias medievales y ejemplos de la arquitectura del Renacimiento Nacional Búlgaro.

## Historia

### Antigüedad
El primer asentamiento en el área data de la segunda mitad del quinto milenio antes de Cristo (Neolítico Medio). Hay trazas de un asentamiento tracio tardío entre la colina Kamaka (La Piedra) y la meseta de Arbanasi. Sus habitantes eran de la tribu Krobizi. Ellos erigieron la fortaleza Kamaka que existió entre el siglo V y el siglo I, cuando los romanos construyeron su propio asentamiento fortificado sobre las ruinas. Este adquirió importancia económica principalmente a través de la producción de vino. La ocupación del asentamiento continuó hasta la llegada de los eslavos (siglos VI-VII). No hay evidencia clara de ocupación del asentamiento entre los siglos VII y XII.

### Edad Media
Tras la restauración del Estado Búlgaro al final del siglo XII, surgió la necesidad de protección de la nueva metrópoli Tarnovgrad. Se construyeron varias fortalezas, incluyendo Rahovets (4 km al noroeste de la ciudad actual). El propósito principal de los baluartes era proteger las carreteras hacia la capital búlgara, Tarnovgrad. El nombre Rahovets significa 'fortaleza de carretera' (del persa rah, que significa 'carretera'). La fortaleza medieval le dio su nombre a la ciudad actual, aunque con un cierto deje eslavo.
Durante la invasión otomana la fortaleza fue conquistada por los turcos tras cortar el suministro de agua (sin destruir la fortaleza). Rahovets existió hasta el año 1444, cuando el Rey Władysław Warneńczyk, durante su campaña contra los turcos, la destruyó. Durante los primeros siglos de dominio otomano existieron tres pequeñas aldeas en el lugar: — Mala (Pequeña), Sredna (Mediana) y Golyama (Grande) Rahovitsa.

### Desarrollo y crecimiento
Durante el Renacimiento Nacional Búlgaro, Gorna Oryahovitsa se convirtió gradualmente en un asentamiento económicamente fuerte. Los oficios prosperaron, y era uno de los lugares del norte de Bulgaria donde el comercio era más próspero. Todos los viernes había un gran mercado de ganado, producción agrícola, madera y carbón vegetal. Ya en 1822, se abrió una escuela monacal, y en 1827 una escuela privada, que se hizo pública en 1835. En 1850 abrió sus puertas la primera escuela para niñas y en 1859 fue fundada la primera escuela secundaria. En 1869 fue inaugurado un chitalishte (biblioteca y centro comunitario). Gorna Oryahovitsa fue proclamada ciudad en 1870, cuando tenía más de 4.700 habitantes, 1.200 casas y 5 iglesias.

### Luchas revolucionarias
La población de la ciudad tomó parte en la lucha por la liberación nacional. Vasil Levski organizó un comité revolucionario en Gorna Oryahovitsa durante la primera mitad de 1869 y más tarde visitó la ciudad dos veces más. Durante la preparación del Levantamiento de Abril Gorna Oryahovitsa fue designada como centro del Primer Distrito Revolucionario, con Stefan Stambolov como Apóstol Jefe. Tras el fracaso del Levantamiento de Abril, Georgi Izmirliev "Makedoncheto" (el Macedonio), uno de los líderes locales, fue colgado en el centro de Gorna Oryahovitsa. Sus últimas palabras fueron: "¡Qué bueno es morir por la libertad de la Patria!". Tres ciudadanos de Gorna Oryahovitsa combatieron en el destacamento Hristo Botev de voluntarios armados, y 132 personas se unieron a las fuerzas voluntarias búlgaras durante la guerra Ruso-Turca de Liberación. El Ejército Imperial Ruso liberó Gorna Oryahovitsa del dominio Otomano el 26 de junio de 1877.

### Bulgaria Liberada
Tras la Liberación, la ciudad se desarrolló como un importante centro de comunicaciones (principalmente ferrocarril) y así ha permanecido hasta nuestros días. Su proximidad con Veliko Tarnovo y con el centro turístico de Arbanasi, los monasterios de los alrededores y gran número de otros sitios de interés la convierten en un conocido destino turístico.

## Población
| Año | 1887  | 1910  | 1934  | 1946   | 1956   | 1965   | 1975   | 1985   | 1992   | 2001   | 2005   | 2007   | 2009   | 2011 |
| --- | ----- | ----- | ----- | ------ | ------ | ------ | ------ | ------ | ------ | ------ | ------ | ------ | ------ | ---- |
| Población                                                                                                   | 5.689 | 7.117 | 8.793 | 10.488 | 18.863 | 26.299 | 34.181 | 40.704 | 38.914 | 35.621 | 33.804 | 32.945 | 32.436 | ?    |
| Fuentes: National Statistical Institute citypopulation.de pop-stat.mashke.org Bulgarian Academy of Sciences |       |       |       |        |        |        |        |        |        |        |        |        |        |      |

## Educación
- Escuela Secundaria Lomonósov (Gorna Oryahovitsa)
- Escuela Secundaria Vasil Levski
- Escuela Secundaria Atanas Burov
- Escuela Secundaria Nikola Vapstarov
- Escuela Secundaria Prof.Asen Zlatarov

## Economía
Gorna Oryahovitsa es un importante centro productor en Bulgaria de azúcar y derivados. Además de la planta azucarera principal Sugar Plants Ltd. la ciudad también tiene muchos pequeños negocios dedicados a la producción de dulces y pastas.

## Poblaciones hermanadas
Gorna Oryahovitsa está hermanada con los siguientes poblaciones:
- Szigetszentmiklós, Hungría
- Cherepovets, Rusia
- Waren (Müritz), Alemania

## Cultura
Durante los últimos 15 años Gorna Oryahovitsa ha estado desarrollando actividades festivas de forma intensiva. Algunos de los eventos anuales más importantes son:
- Fiesta de la Cultura Búlgara y del alfabeto cirílico — 24 y 25 de mayo
- Fiesta de Gorna Oryahovitsa — 28 de mayo
- Torneo Golden Lion International de pulseada — 28 de mayo
- Fiesta Internacional de canciones Turísticas — 3-5 de junio
- Fiesta de Folklore Internacional (niños) — 12-18 de junio
- Fiesta de Folklore Internacional (adultos) — 1-6 de agosto
- Fiesta de Folklore Nacional Petropavlovski (San Pedro y San Pablo)

## Deporte
La ciudad tiene un centro deportivo bien desarrollado, los principales deportes practicados son:
- Fútbol
- Baloncesto
- Pulseada
- Gimnasia
- Atletismo
- Lucha
- Sambo

## Transporte
Gorna Oryahovitsa es un importante nudo ferroviario del norte de Bulgaria. Además, posee uno de los seis aeropuertos internacionales del país - Aeropuerto de Gorna Oryahovitsa, tomando el enlace con Sofia alrededor de media hora.
Distancias de Gorna Oryahovitsa:
- a Sofia — 230 km,
- a Varna — 220 km,
- a Ruse — 100 km
- a Veliko Tarnovo (por Arbanasi) — 7 km.

## Ciudadanos notables
- Atanas Burov — banquero y político
- Nikola Petroff — luchador
- Tsvetan Gashevski — pulseador
- Valentin Dimitrov Minovski — artista y solista
- Victor Chuchkov — compositor, pianista y pedagogo
- Valeri Bojinov - Parma F.C. delantero